# 泽姆良斯克农村居民点
泽姆良斯克农村居民点（俄语：Землянское сельское поселение）是俄罗斯联邦沃罗涅日州谢米卢基区所属的一个农村居民点。其下辖有5个居民点，行政中心为泽姆良斯克。据2016年统计，该农村居民点的人口为5380人。